# Thailandia ai Giochi della XXVII Olimpiade
La Thailandia partecipò ai Giochi della XXVII Olimpiade, svoltisi a Sydney, Australia, dal 15 settembre al 1º ottobre 2000, con una delegazione di 52 atleti impegnati in undici discipline.